# Raoul II di Brienne

L'arme dei Brienne

Raoul II di Brienne (... – Parigi, 19 novembre 1350) era figlio di Raoul I di Brienne e di Giovanna di Mello. Divenne conte di Eu e di Guînes, signore di Jarnac e di Châteauneuf. Fu giustiziato per alto tradimento dietro ordine del re di Francia Giovanni il Buono.

## Biografia
Nel 1344 successe al padre nella signoria delle sue contee e nel titolo di connestabile di Francia, che il re Filippo VI di Francia aveva conferito al padre.
Nel 1340 sposò Caterina di Savoia-Vaud, vedova di Azzone Visconti, signore di Milano, e figlia di Luigi II di Savoia-Vaud, Barone di Vaud e signore di Bugey, e d'Isabella di Châlon. Dal matrimonio non nacquero figli.
Nel 1346, nel corso della Battaglia di Caen.Raoul venne fatto prigioniero dalle truppe inglesi di Edoardo III d'Inghilterra, comandate dal conte di Kent Thomas Holland. Nell'autunno del 1350 fu autorizzato a rientrare in Francia per poter raccogliere la somma di 60.000  per poter pagare il suo riscatto.

### La caduta in disgrazia
In effetti si trattava di un gentiluomo cosmopolita il cui ambito di attività era diviso fra vari regni (Francia, Inghilterra e Irlanda). Come tutti i signori i cui possedimenti feudali si affacciavano sull'Atlantico, egli aveva tutto l'interesse a sostenere l'Inghilterra per motivi economici (i trasporti marittimi allora erano molto più efficaci che quelli terrestri e la Manica costituiva una intensa zona di scambi). Dal suo arrivo a Parigi male lingue diffusero il sospetto che egli fosse stato liberato dagli inglesi per aver reso omaggio al re Edoardo II d'Inghilterra, cedendogli la fortezza di Guînes, piazzaforte dominante del passo di Calais. Pare che agli avesse negoziato la propria liberazione in cambio dell'impegno a riconoscere Edoardo III, come re di Francia e che il re di Francia ne fosse venuto a conoscenza grazie all'intercettazione di un corriere del sovrano inglese. Il re non gradiva che tutto ciò si diffondesse poiché avrebbe rimesso in discussione il problema dei diritti di Edoardo sulla corona francese. Giovanni II quindi lo fece arrestare e rinchiudere in una segreta del Louvre. Il giorno successivo, 19 novembre 1350, egli fu trasportato davanti all'hôtel de Nesle e, senza che si fosse celebrato un regolare processo, fu decapitato ed i suoi beni furono confiscati. Nessuno seppe mai quali furono i reali motivi di questa esecuzione.

## Titoli
Mentre conferiva a Carlo de La Cerda il titolo di connestabile nel gennaio del 1351, il re di Francia annesse la contea di Guînes ai beni della corona e diede la contea di Eu a Giovanni d'Artois, figlio di Roberto III d'Artois e di Giovanna di Valois. Il mistero di questa decisione diede origine a varie dicerie : il connestabile sarebbe stato giustiziato per aver intrattenuto una relazione appassionata con la regina Bona di Lussemburgo (il che permise successivamente di gettare discredito sui futuri Valois, insinuando dubbi sul loro diritto ereditario alla corona di Francia e dunque sulla loro legittimità).